# صاروخ ضوئي نووي
صاروخ ضوئي نووي هو عبارة عن صاروخ يولد بواسطة مفاعل نووي على متن طائرة درجات حرارة عالية بحيث يوفر إشعاع الجسم الأسود من المفاعل قوة دفع كبيرة.

## عيوب الصاروخ
العيب هو أنه يتطلب الكثير من الطاقة لتوليد كمية صغيرة من الدفع بهذه الطريقة، لذلك التسارع منخفض للغاية.

## التقنيات الحديثة
من المرجح أن يتم بناء مشعات الفوتون باستخدام الجرافيت أو التنغستن. إن الصواريخ الضوئية ممكنة من الناحية التكنولوجية، ولكنها غير عملية إلى حد ما مع التكنولوجيا الحالية القائمة على مصدر للطاقة النووية على متن الطائرة. ومع ذلك فإن التطور الأخير في دفع الليزر الضوئي وقوة دفع بالليزر مع إعادة تدوير الفوتون، يعد بالتغلب على هذه القضايا عن طريق فصل مصدر الطاقة النووية والمركبة الفضائية وزيادة نسبة الدفع إلى الطاقة النووية (الدفع المحدد) بأوامر من الحجم.